# Вулиця Генерала Чупринки (Львів)
Ву́лиця Генера́ла Чупри́нки — вулиця у Франківському районі Львова, що сполучає східну частину вулиці Степана Бандери та східну частину вулиці Академіка Рудницького.

## Назва
- Штандівська — перша відома назва вулиці. Відомо про родину Шольц-Штанцльовичів — мешканців цієї місцевості, що заклали тут юридику Штанцльовку у XVI столітті. Із часом, через помилку у документах, місцевість почали називати Штандівкою, що й дало назву вулиці.
- Хрестова або Кшижова — назва згадується у 1863 році.
- Потоцького — на честь галицького намісника Анджея Потоцького, застреленого 12 квітня 1908 року Мирославом Січинським.
- Пушкіна — перейменовано радянською окупаційною владою на честь російського поета Олександра Пушкіна у грудні 1940 року.
- Зіґфрідштрассе — назва періоду німецької окупації (названо не пізніше травня 1942 року)
- Потоцького — названа повторно в липні 1944.
- Пушкіна — названа вдруге в грудні 1944 року, після зайняття міста радянськими військами.
- Генерала Чупринки — назва із 1996 року, на честь українського політичного діяча, генерала-хорунжого УПА, Романа Шухевича (псевдо — Тарас Чупринка).

## Будівлі

### №1—40
№ 1. Колишня львівська тривіальна школа святої Марії Магдалини. Школа святої Марії Магдалини заснована 1816 року. Спочатку вона містилася у колишньому домініканському монастирі святої Марії Магдалини. 1831 року школу було перенесено до приватного будинку Сікори, що розташованого на вул. Новий Світ (нині — вул. Бандери), де вона містилася до 1870 року. На часі міського самоврядування за проєктом архітектора Юліуша Гохберґера спорудили декілька будинків міських шкіл, серед яких була й школа святої Марії Магдалини (1883 року). Нині — Львівська державна комунальна середня загальноосвітня школа № 3.
1928 року за проєктом інженера Тадеуша Пісевіча споруджено триповерхову прибудову, так звану «білу» чоловічу школу (нині — ліцей № 10 ім. святої Марії Магдалени Львівської міської ради). Прибудову здійснено у модерністичних формах з елементами кубізму. 23 вересня 2008 року прибудову внесено до переліку памʼяток культурної спадщини, що не підлягають приватизації під охоронним № 206.
№ 3. Сучасний шестиповерховий житловий будинок, споруджений на початку 2010-х років. На першому поверсі розташований медико-консультативний центр «Лотос».
№ 4. Чотириповерхова кам'яниця, споруджена у 1911—1912 роках будівельно-проєктною фірмою Адама Опольського та Ігнатія Кендзерського у стилі неокласицизму початку XX століття у поєднанні з елементами пізньосецесійної архітектури.
№ 5. Вілла Яна Бромільського, збудована у 1889—1890 роках за проєктом Альфреда Каменобродського в стилі пізнього історизму. За радянських часів у будинку містилися адміністративні установи, а за часів незалежності тут «оселилися» офіси різних організацій, зокрема у 1990-х роках офіс організації УНА-УНСО, редакція журналу «Світло й тінь» тощо. У пізніші роки вілла була значно перебудована.
№ 6. Чотириповерхова кам'яниця, споруджена у 1910—1911 роках за проєктом архітектора Фердинанда Касслера у стилі неокласицизму початку XX століття у поєднанні з елементами пізньосецесійної архітектури. Роботи виконала будівельно-проєктна фірма Адама Опольського та Ігнатія Кендзерського. Нині на першому поверсі будинку міститься Почесне консульство Австрії у Львові.
№ 7. Триповерхова кам’яниця, споруджена у 1897—1898 роках за проєктом розробленим Юліаном Захаревичем спільно з Іваном Левинським в стилі історизму кінця XIX століття, орієнтованої на форми необароко. У пізніші роки кам'яниця була значно перебудована.
№ 8. Чотириповерховий житловий будинок, споруджений за проєктом Юзефа Горнунга у 1908 році.
№ 11. Вілла Казимири Скварчинської, збудована у 1889—1890 роках за проєктом, розробленим у співавторстві Юліаном Захаревичем та Іваном Левинським. Нині у будинку міститься регіональне відділення АБ «Південний» у Львові.
№ 11а. Будинок Юзефа Скварчинського, збудований фірмою Івана Левинського, можливо за проєктом Тадея Обмінського та Олександра Лушпинського у 1906—1907 роках.
№ 14. Тут у 1896—1902 роках мешкав Іван Франко. Меморіальну таблицю встановлено 1956 року, а 1986 року її замінено на бронзову, виготовлену скульптором Петром Мазуром.
№ 15. Багатоквартирний житловий будинок споруджений у 1910—1912 роках, можливо, за проєктом архітектора Броніслава Бауера в стилі пізнього історизму, в декорі фігурують класицистичні елементи. У пізніші роки кам'яниця була значно перебудована.
№ 16, 16а, 18. Комплекс житлових будинків на розі з вулицею Політехнічною, збудований за проєктом Фердинанда Касслера у 1938 році в стилі функціоналізму.
№ 19. Вілла архітектора Міхала Ковальчука, споруджена за його власним проєктом у 1902—1903 роках. Збережений у значно зміненому вигляді.
№ 21. Колишня вілла Дзівінського або вілла на «Хресті», збудована фірмою Івана Левинського за проєктом архітекторів фірми (архітектор, імовірно, Міхал Ковальчук). Нині належить Науковому товариству імені Шевченка.
№ 23. Вілла, споруджена у 1892—1893 роках за проєктом архітектора Вацлава Пшетоцького в стилі пізнього історизму при перетині теперішніх вулиць Генерала Чупринки та Котляревського. Через розширення трамвайної колії у 1970-х роках вілла була розібрана.
№ 26, 28, 30. Власні будинки Юліана Цибульського, збудовані за його проєктами (1904—1905), скульптурне оздоблення Броніслава Солтиса. У будинку № 26 мешкав художник та поет Володимир Шилан.
№ 27. Вілла Валентина Крушевського, споруджена у 1900—1901 роках в стилі сецесії, можливо за проєктом Емануеля Яримовича, розробленим у проєктно-будівельному бюро Івана Левинського.
№ 29. Вілла, споруджена у 1900—1901 роках за проєктом, розробленим у архітектурно-будівельному бюро Івана Левинського. Нині тут міститься Франківський відділ державної реєстрації актів цивільного стану Львівського міського управління юстиції.
№ 31. Кам'яниця, споруджена у 1897—1898 роках за проєктом, виконаним у архітектурно-будівельному бюро Івана Левинського. Спочатку будинок був двоповерховим, а його ліве крило та верхній поверх добудовані значно пізніше. Скромне декоративне опорядження виявляє риси неоренесансу.
№ 32. Чиншова кам'яниця, збудована архітектором Леопольдом Вархаловським у 1890 році.
№ 33. Вілла, збудована на розі сучасних вулиць Чупринки та Левинського за власним проєктом архітектора та будівничого Міхала Ковальчука у 1897—1898 роках. Нині тут міститься стоматологічна клініка «Галдентс».
№ 38. Кам'яниця на розі з вул. Київською (інша адреса — вул. Київська, 1), споруджена за проєктом архітектора Юліана Цибульського у 1907 році, скульптури атлантів — Броніслава Солтиса. Тут містилося архітектурне бюро Цибульського та його помешкання. Нині в наріжнику будинку міститься відділення «Ощадбанку», а у напівпідвальних приміщеннях будинку (від вул. Київської) міститься солярій, а також тривалий час працював валютний кантор та офіс компанії «News Lemberg Info», нині — магазин «Сама ліпила».

### №41—80
№ 42. На початку XX століття цю адресу мала фабрика штучної мінеральної та лікувальної води «Здоров'я», власниками якої був доктор Миколяш та професор Іван Левинський.
№ 43. Будівля лікарні споруджена наприкінці 1950-х років, а на початку 1960-х років сюди з колишньої вілли Вінцента Равського, що при сучасній вул. Генерала Чупринки, 61, переїхала поліклініка для дорослих. Нині — поліклінічне відділення 5-ї комунальної міської клінічної лікарні.
№ 45. Колишня жіноча гімназія імені королеви Ядвіги. Будівлю у стилі функціоналізму зведено у 1930—1934 роках за проєктом Адама Опольського та Ігнатія Кендзерського. Після радянської окупації Львова приміщення гімназії було передано Інституту висипного тифу та вірусів під керівництвом професора Рудольфа Вайгля для досліджень та виробництва вакцини проти висипного тифу, який розташовувся там й під час німецької окупації, до 1944 року. У 1946 році за прикладом радянської системи охорони здоров'я тут було організовано протираковий диспансер. Нині тут розташовані КЗ «Комунальна 5-а міська клінічна лікарня» та Державна установа «Інститут патології крові та трансфузійної медицини Національної академії медичних наук України».
№ 47. Чотириповерхова наріжна кам'яниця, споруджена за проєктом архітектора Карела Боубліка у 1910—1911 роках на замовлення Ярослава Гаузвіця у стилі модернізованої версії історизму з використанням мотивів необароко.
№ 48. Будинок з рисами модернізованої готики та романського стилю у вирішенні фасаду, збудований у 1904—1905 роках для Яна Бромільського, за проєктом Альфреда Захаревича та Юзефа Сосновського. На аттику розміщено великий барельєф з фігурою Богородиці скульптора Теобальда Оркасевича. Пізніше належав Українському товариству допомоги інвалідам. У 1948 році в будинку було відкрито стаціонар онкодиспансеру, який розташовувався в приміщенні колишньої жіночої гімназії імені королеви Ядвіги (вул. Чупринки, 45). Нині тут міститься міський гастроентерологічний центр 5-ї комунальної міської клінічної лікарні.
№ 49. (колишня адреса — вул. Кшижова, 36). Чотириповерхова кам'яниця з цокольним поверхом, споруджена у 1908—1909 роках за проєктом архітектора Юзефа Пйонтковського для родини Бромільських. Скульптурне оздоблення Зигмунта Курчинського. Кам'яниця має стильові ознаки неокласицизму початку XX століття, виявляючи впливи німецької архітектури. У 1950-х роках був гуртожиток № 2 Львівського державного університету імені Івана Франка, нині тут міститься факультет журналістики Львівського національного університету імені Івана Франка.
№ 50, 52. Житлові будинки. Початково зведені як прибуткові будинки архітектора Юзефа Сосновського за його власним проєктом у 1900—1908 роках. Скульптурне оздоблення фасадів приписують Антонію Попелю. у 1922 році проведено реконструкцію під прибутковий дім.
№ 56, 68. Будинки споруджені у 1910 і 1912 роках архітектурно-будівельною фірмою Войцеха Дембінського. Автором проєкту будинку № 68 був Іван Багенський.
№ 58. Від 2 листопада 1935 року в будинку значилася домівка Українського технічного товариства. Того ж дня на будинку було відкрито меморіальну таблицю членам Українського технічного товариства, які загинули у війнах 1914—1920 років. У цьому будинку Мешкав актор і режисер, співзасновник театру імені Марії Заньковецької Борис Романицький.
№ 58а. Корпуси колишньої будівельної фірми Івана Левинського. Будівництво перших споруд розпочато ще у 1885 році. На початок XX століття налічувала близько п'ятдесяти будівель різного призначення. В одному з корпусів колишньої фабрики будівельної фірми Івана Левинського містилася керамічна майстерня «Око», якою у 1933—1937 роках керували Сергій Литвиненко та М. Лукіянович.
№ 59. (колишня адреса — Кшижова, 55). Двоповерхова вілла «Романа», споруджена у 1901—1902 роках за проєктом архітектурно-будівельного бюро Івана Левинського для професора львівської політехнічної школи Романа Сас-Залозецького. Після перебудови 1906—1907 років в архітектурі вілли з'явилися мотиви народного будівництва, стилізовані під сецесію. Тут мешкали Роман Сас-Залозецький та до 1939 року його син Володимир — відомий мистецтвознавець. Вілла не збереглася до сьогодні. У 1960-х роках на місці вілли зведений житловий п'ятиповерховий будинок.
№ 61. Вілла Вінцента Равського-молодшого, збудована за його власним проєктом у 1896 році в стилі мальовничого історизму. Наприкінці 1920 — на початку 1930-х років власником кам'яниці стало згромадження Служебниць Непорочної Діви Марії. У цей період кам'яницю реконструювали та добудували ліве крило. По війні згромадження Служебниць Непорочної Діви Марії припинило існування, а служебниць виселили.
За радянських часів в будинку розташували медичний заклад — від 1945 року тут містилась 6-та робоча поліклініка, а за декілька років — ще й 5-та дитяча консультація. На початку 1950-х років в будинку містилася поліклініка невідкладної допомоги обласної клінічної лікарні та дитяча консультація Дитячої соматичної лікарні. Після спорудження будинку 5-ї міської поліклініки на теперішній вул. Генерала Чупринки, 43, у 1960-х роках туди переїхала поліклініка для дорослих, а в приміщенні колишньої вілли залишилося дитяче поліклінічне відділення 5-ї міської клінічної лікарні, що працює там й досі.
№ 65, 67, 69. Три власних чиншових кам'яниці Альфреда Захаревича, збудовані за його проєктом у 1911—1913 роках в стилі раціональної сецесії. Нині в кам'яницях містяться Франківський ВП ГУ НПУ у Львівській області та Франківський районний суд.
№ 68. Триповерхова наріжна кам'яниця з мансардою, споруджена у 1913—1916 роках за спільним проєктом архітектора Івана Багенського та будівничого Романа Журовського в стилі раннього модернізму. Нині приміщення першого поверху займає кафе-пекарня «Багет».
№ 70. Церква святого Климентія папи. Колишній костел і монастир кармеліток босих, збудований у 1893—1895 роках за проєктом німецького архітектора Франца Штатца. Проєкт неоготичного костелу допрацьовано (пристосовано до умов ділянки) Іваном Левинським. 1895 року Юліан Захаревич виконав проєкт головного і двох бічних вівтарів у неоготичному стилі. Скульптори Антон Попель і Тадеуш Сокульський реалізували його протягом 1895—1898 років. Поряд з церквою розташована невеличка будівля — одноповерховий, колишній будинок капелана. Від радянських часів й до 2017 року в приміщеннях келій колишнього монастиря містився центр обслуговування споживачів міської телефонної мережі м. Львова (нині — львівська філія АТ «Укртелеком»). 2017 року «Укртелеком» повернув приміщення колишніх келій монастиря церкві і відтоді тут розташований ДРЦ «Діти світла» Львівської Митрополії УГКЦ.
№ 71. Будівля державного інституту проєктування міст «Містопроект», споруджена як виробничо-лабораторний корпус львівського проєктного інституту «Укрзахідцивільпроект» у 1980—1987 роках в стилі радянського постмодернізму, за проєктом архітекторів Зіновія Підлісного, Василя Каменщика, Бориса Кузнецова, Миколи Столярова та інженера Василя Бойківа. Попередницями будівлі були двоповерхова споруда районної санітарно-епідеміологічної станції та РАЦСу. 1987 року, перед завершенням будівельних робіт, було вирішено збільшити кількість поверхів до п'яти за рахунок раніше запланованого технічного поверху. Тут крім офісних приміщень також розташувалася бібліотека, технічний архів та їдальня. Також, на підвальному поверсі був облаштований спортивний зал. Для цього було оперативно скоректовано проєкт будівлі. Особливістю будівлі інституту є галереї під чільним та тильним фасадами та відкритий прохід через сходи на вул. Природну. У середині 1990-х років, вільні приміщення будівлі почали займати на комерційній основі різні державні установи, зокрема Департамент Державної архітектурно-будівельної інспекції України у Львівській області, а також низка приватних підприємств.
№ 72. Колишня вілла архітектора, професора Львівської політехніки Густава Бізанца. Збудована за його власним проєктом у 1900—1903 роках. За радянських часів у віллі містився дитячий садок. Від початку 1990-х років знаходяться технічні служби міської телефонної мережі м. Львова (нині — львівська філія АТ «Укртелеком»). Поряд з віллою у 2001 році за спільним проєктом архітектора Ярослава Мастила та інженера Ярослава Крука збудований триповерховий будинок, у якому розташована АТС-236/237.
№ 75. Триповерхова кам'яниця, споруджена у 1910-х роках в стилі раціональної постсецесії.
№ 76. Будинок у стилі функціоналізму, збудований у 1937—1938 роках архітектором Мар'яном Нікодемовичем. Тут він мешкав з родиною, у цьому ж будинку до 1980 року мешкав його син — композитор Анджей Нікодемович.
№ 77. Двоповерхова кам'яниця, споруджена у 1910-х роках в стилі сецесії.

### №81—120
№ 81. Одноповерховий будиночок, збудований наприкінці XIX століття. Він нагадує про колись садибну забудову цієї частини вулиці Чупринки.
№ 84. Чотириповерховий багатоквартирний житловий будинок, споруджений у 1960-х роках. Приміщення комерційного призначення до 2018 року займали ВПЗ № 44, відділення «Ощадбанку», ресторан «Коноба Фамілія», нині в приміщенні колишньої пошти міститься супермаркет «Близенько».
№ 85. Будівля Франківської районної адміністрації Львівської міської ради. В одному з приміщень райдержадміністрації міститься територіальний підрозділ ЦНАП Франківського району м. Львова.
№ 87. Триповерхова будівля на розі з вулицею Природною, в якій міститься офіс ТОВ «Лісмаш» (офіційний дилер міжнародної компанії «Stihl» у Львові).
№ 94. Вілла Казимира Скібневського збудована у 1909—1912 роках архітектурним бюро Міхала Уляма. Нині тут розташований львівський заклад дошкільної освіти (ясла-садок) комбінованого типу № 93 проєктною потужністю 88 місць.
№ 96. Вілла «Подолянка» (колишня адреса — вул. Кшижова, 54). Колишня вілла архітектора Міхала Ковальчука, споруджена за його власним проєктом у 1907—1908 роках. Вілла є зразком українського національного стилю в архітектурі Львова початку XX століття. Збудована вілла мала вигляд частково двоповерхової, частково триповерхової під черепичним дахом.
Міхал Ковальчук мешкав тут до своєї смерті у 1938 році. У 1940-х роках вілла була заселена кількома родинами. Під час ремонту замінили черепичну покрівлю даху на оцинковану бляху. У 1960-х роках розпочалася масова забудова ділянки, що колись належала Міхалу Ковальчуку, багатоповерхівками. Так, від вул. Конотопської з'явилася шестиповерхівка, а 1969 року, від вулиці Чупринки постала десятиповерхівка, остаточно заслонивши віллу. Тоді намагалися знести й саму віллу — з метою будівництва на її місці багатоповерхового будинку, але здійсненням цих планів завадив львівський архітектор Ярослав Новаківський. У 1970-х роках віллу відштукатурили «під шубу». На початку 1990-х років проведено реконструкцію житлового будинку з його пристосування під офісні приміщення виробничо-торговельної фірми «Львів» Львівської асоціації інвалідів, що містилася тут до середини 2000-х років. Потім тривалий час вілла, власником якої є ПАТ АК банк «Львів», перебувала у занедбаному стані.
Ініціативною групою на чолі з відомим львівським краєзнавцем Ігорем Мельником на засіданні Консультативної ради з питань охорони культурної спадщини у Львівській області у березні 2014 року була внесена пропозиція щодо внесення до Переліку щойно виявлених пам'яток архітектури та містобудування вілли «Подолянка». Науково-методична рада з питань охорони культурної спадщини при Міністерстві культури і туризму України підтримала цю пропозицію. Згодом наказом Міністерства культури України від 15 жовтня 2014 року № 869 колишню віллу «Подолянка» внесено до Державного реєстру нерухомих пам’яток України під охоронним № 2964-Лв.
У 2021 році спалахнув скандал довкола нової власниці вілли, яку звинуватили у свідомому нищенні пам'ятки архітектури.
№ 101. Науково-технічна бібліотека Національного лісотехнічного університету. За Польщі тут розташовувався жіночий монастир василіянок святої Мокрини. Наприкінці 1930-х років заплановано було будівництво греко-католицької церкви святого Івана Богослова. Будівництво розпочато 1936 року за проєктом архітектора Романа Грицая. Церква мала утворити єдиний комплекс з раніше побудованою поблизу бурсою Українського педагогічного товариства. Конструкція передбачала застосування залізобетону, перекриття були утворені стальними конструкціями завдовжки понад 20 метрів без опор. Стилістично будівлю можна віднести до функціоналізму. Через вибух другої світової війни храм залишився незавершеним. У 1950-х роках храм переобладнано під бібліотеку.
№ 103. Колишня будівля гімназії та бурси Українського педагогічного товариства, збудована за проєктом архітекторів Тадея Обмінського та Льва Левинського. Нині споруда належить Національному лісотехнічному університету (адміністративний корпус). 11 жовтня 2018 року в пам'ять про митрополита Андрея Шептицького на фасаді встановлено меморіальну таблицю. Скульптор Ярослав Скакун.
№ 105. Корпус № 1 Національного лісотехнічного університету. Збудований 1977 року за проєктом В. Кузубова.
№ 110. Чотириповерховий житловий будинок, що у 1950-х роках використовувався як гуртожиток № 2 львівського лісотехнічного інституту.
№ 114, 114а. Гуртожитки № 1 та № 2 Національного лісотехнічного університету.
№ 117, 117а. Багатоквартирні житлові будинки, споруджені 1998 року будівельною корпорацією «Карпатбуд» за проєктом архітектора Ярослава Мастила.

### №121—160
№ 130. П'ятиповерхова будівля споруджена у 1957 році за проєктом Л. Тимченко і Павла Конта в стилі радянського неокласицизму. До будинку, що розташований на пагорбі над вулицею Чупринки, ведуть парадні сходи, оздоблені з обидвох боків бетонними кулями. Від часу побудови тут містилися лише навчальні заклади: Львівський електромеханічний технікум (1957—1963), Львівський технікум радіоелектроніки (1963—1994), коледж «Західноукраїнський колегіум» (1994—2003), коледж Західноукраїнського інституту інформаційних технологій та управління при Донецькій державній академії управління (2003—2005), коледж ЛДІ НІУ імені В. Чорновола (2005—2010), від 2010 року — Технологічний коледж Національного університету «Львівська політехніка». За цією ж адресою розташований спорткомплекс «Електрон», що складається з двох універсальних відкритих майданчиків для гри у міні-футбол та волейбол, а також двох відкритих тенісних кортів.
Влітку 2020 року Інститут сталого розвитку імені В. Чорновола переїхав з корпусу № 38 (вул. Генерала Чупринки, 130) в корпус № 1 Національного університету «Львівська політехніка», що на вул. Старосольських, 2/4. Від 2024 року тут міститься приватний заклад освіти Міжнародна школа «Lviv British School» м. Львів».
№ 134. Житловий багатоквартирний будинок. Колишній сімейний гуртожиток лісотехнічного інституту, збудований у 1970-х роках.
№ 136. Колишній гуртожиток Львівського технікуму комунального господарства. Реконструйований у 1998 році будівельною корпорацією «Карпатбуд».

## Світлини

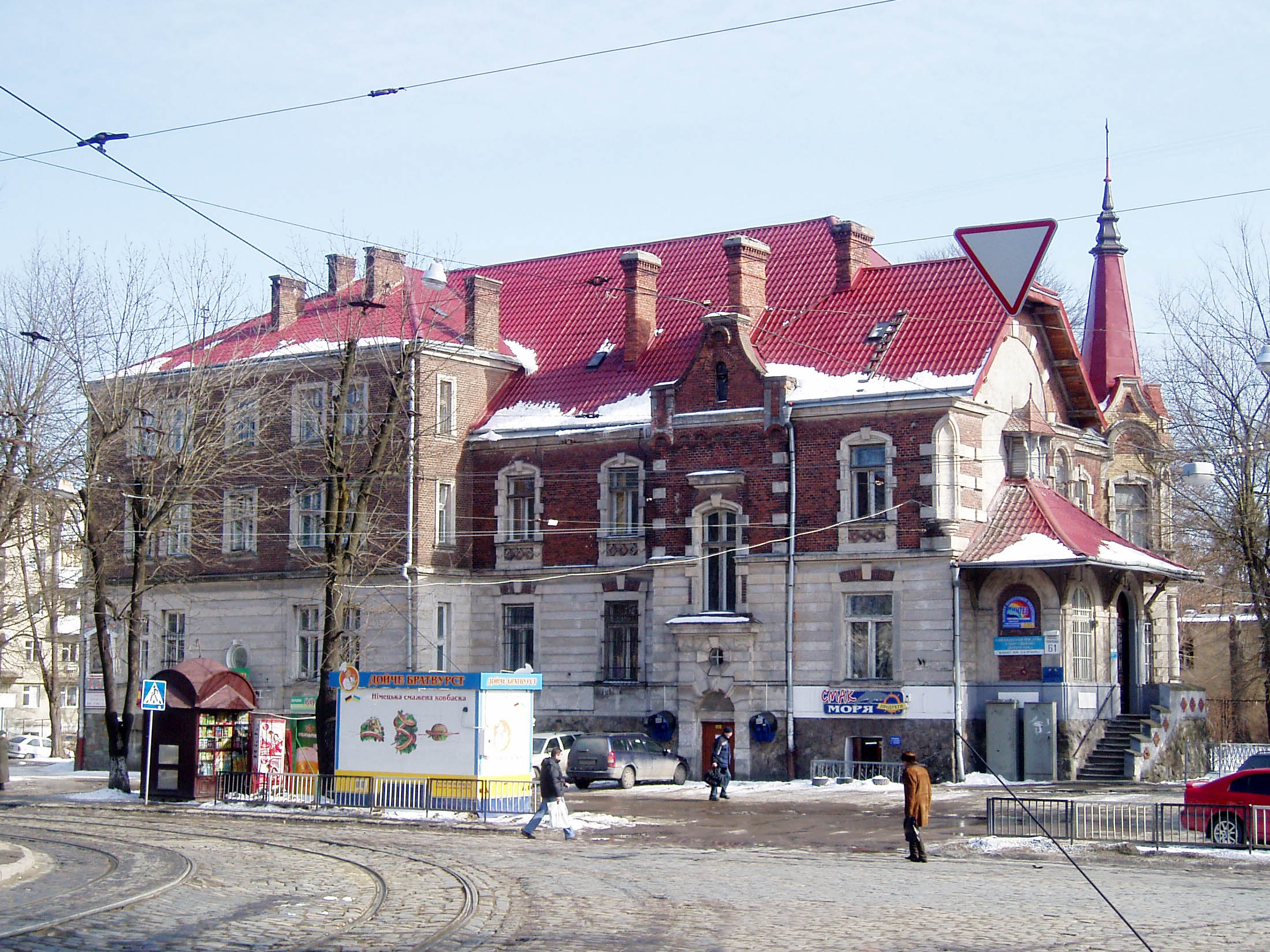
Колишня вілла архітектора Вінцента Равського-молодшого (вул. Чупринки, 61)
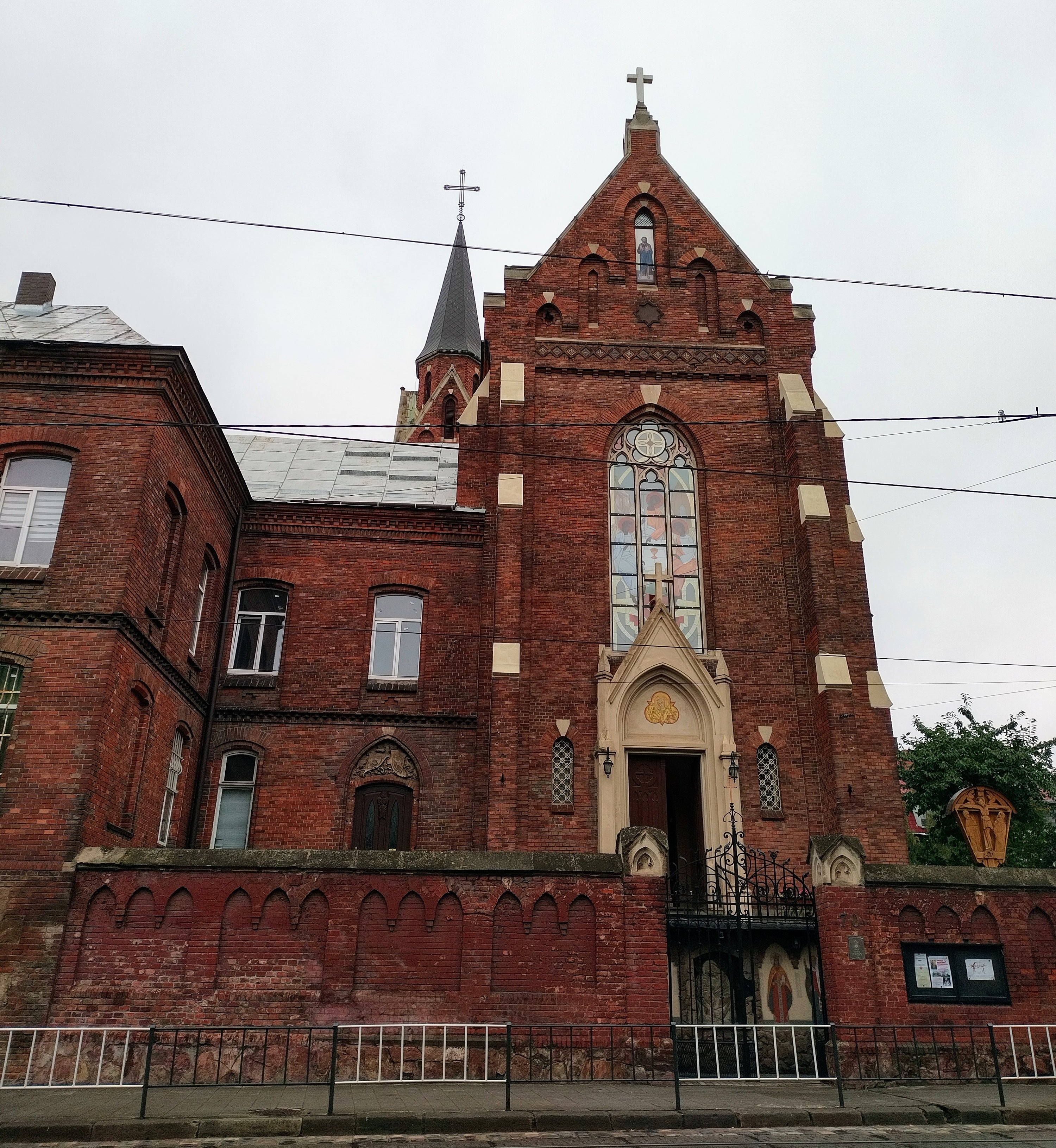
Церква Святого Климентія папи (вул. Чупринки, 70)
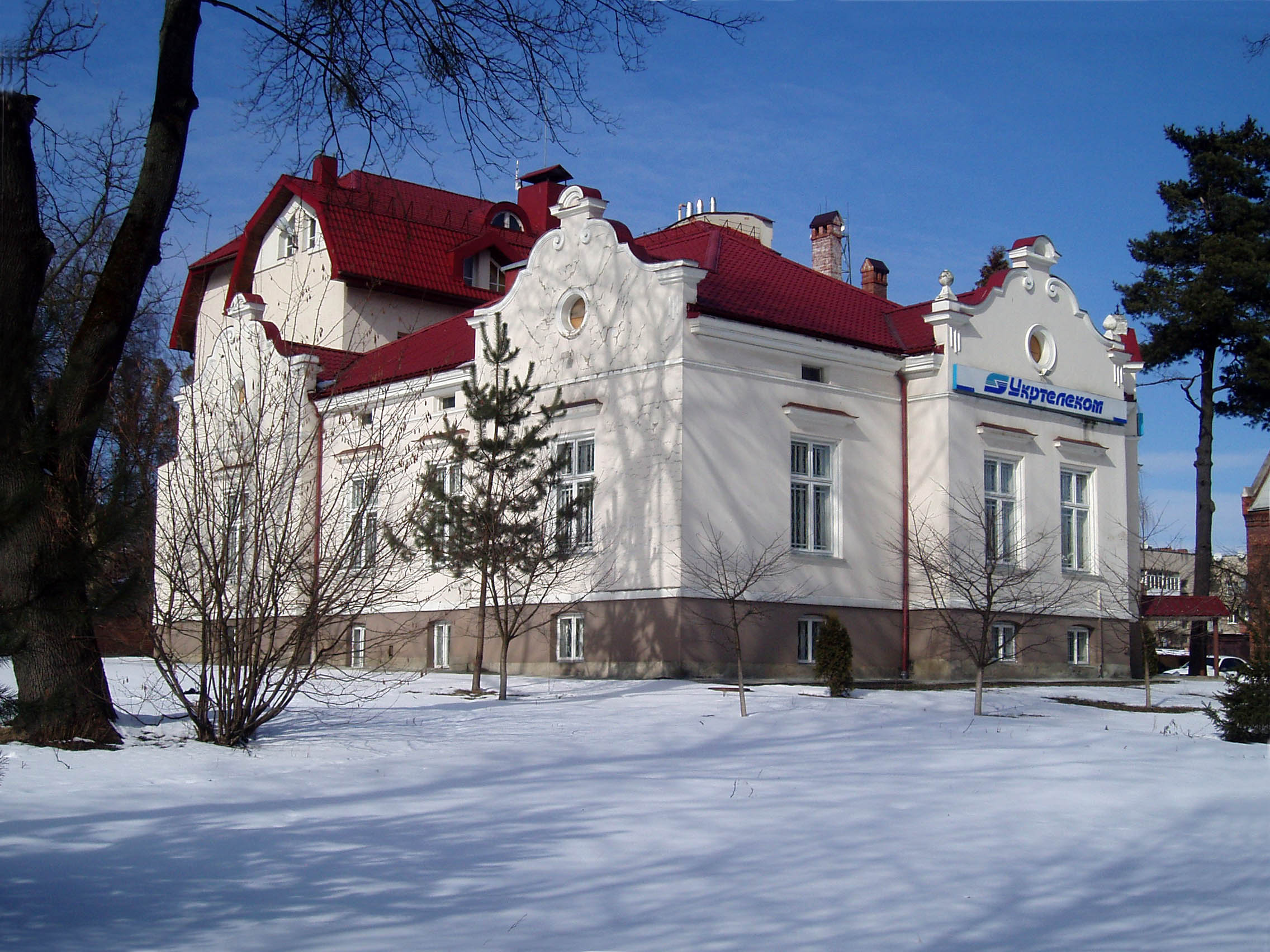
Колишня вілла архітектора Густава Бізанца (вул. Чупринки, 72)
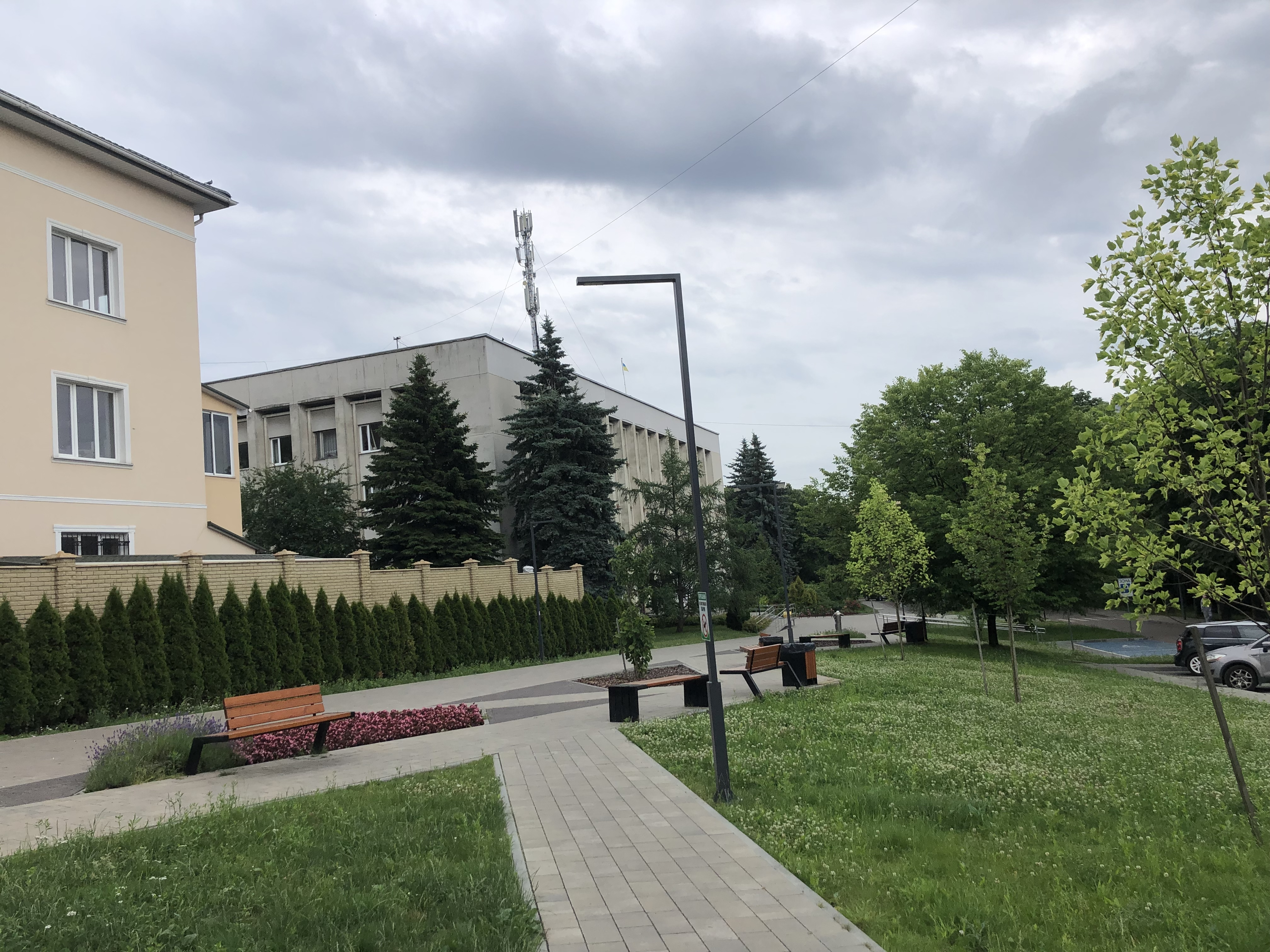
Сквер перед ЦНАПом (вул. Чупринки, 85)
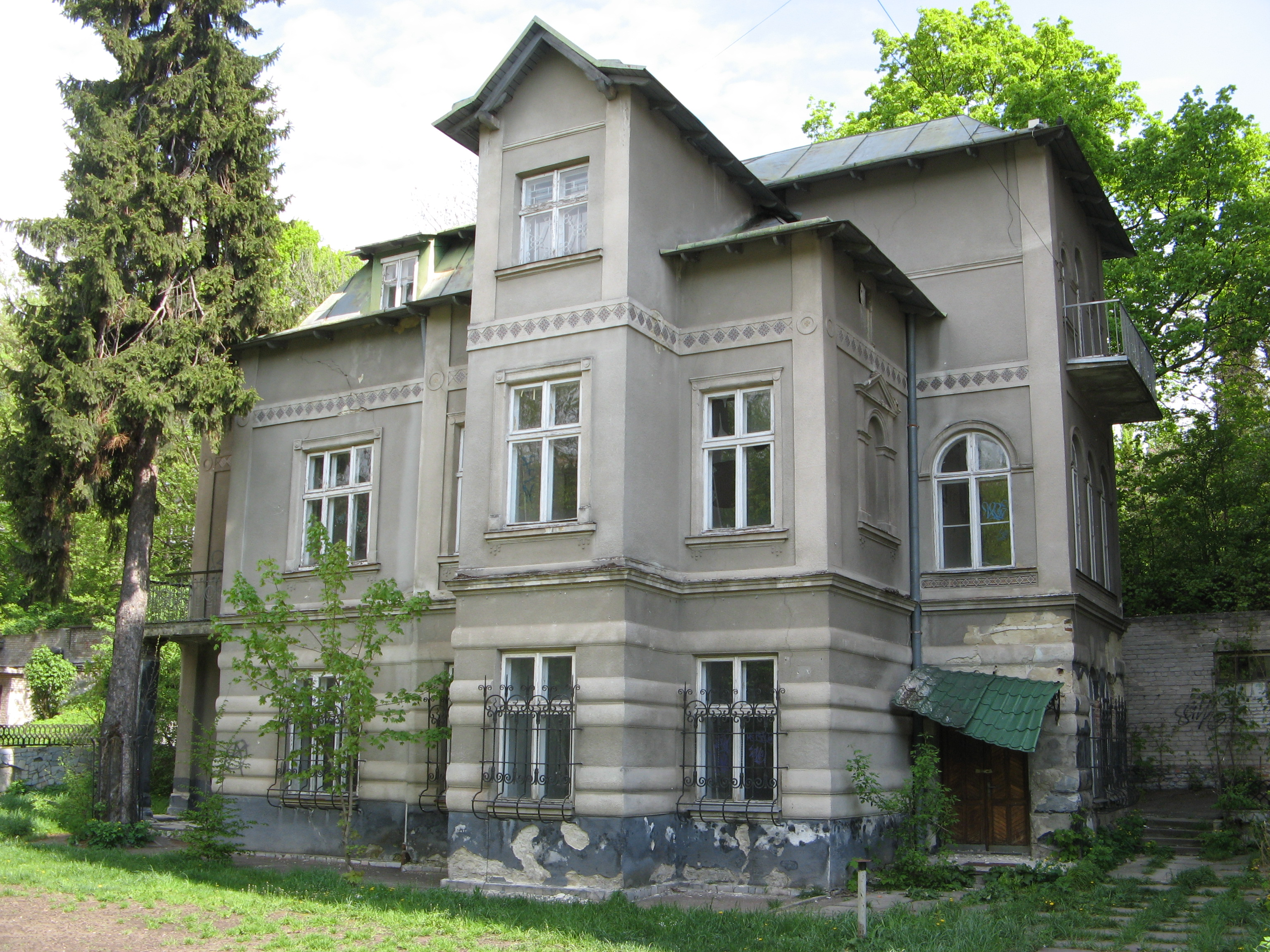
Вілла «Подолянка» (вул. Чупринки, 96)
Корпус № 1 Національного лісотехнічного університету України (вул. Чупринки, 105)
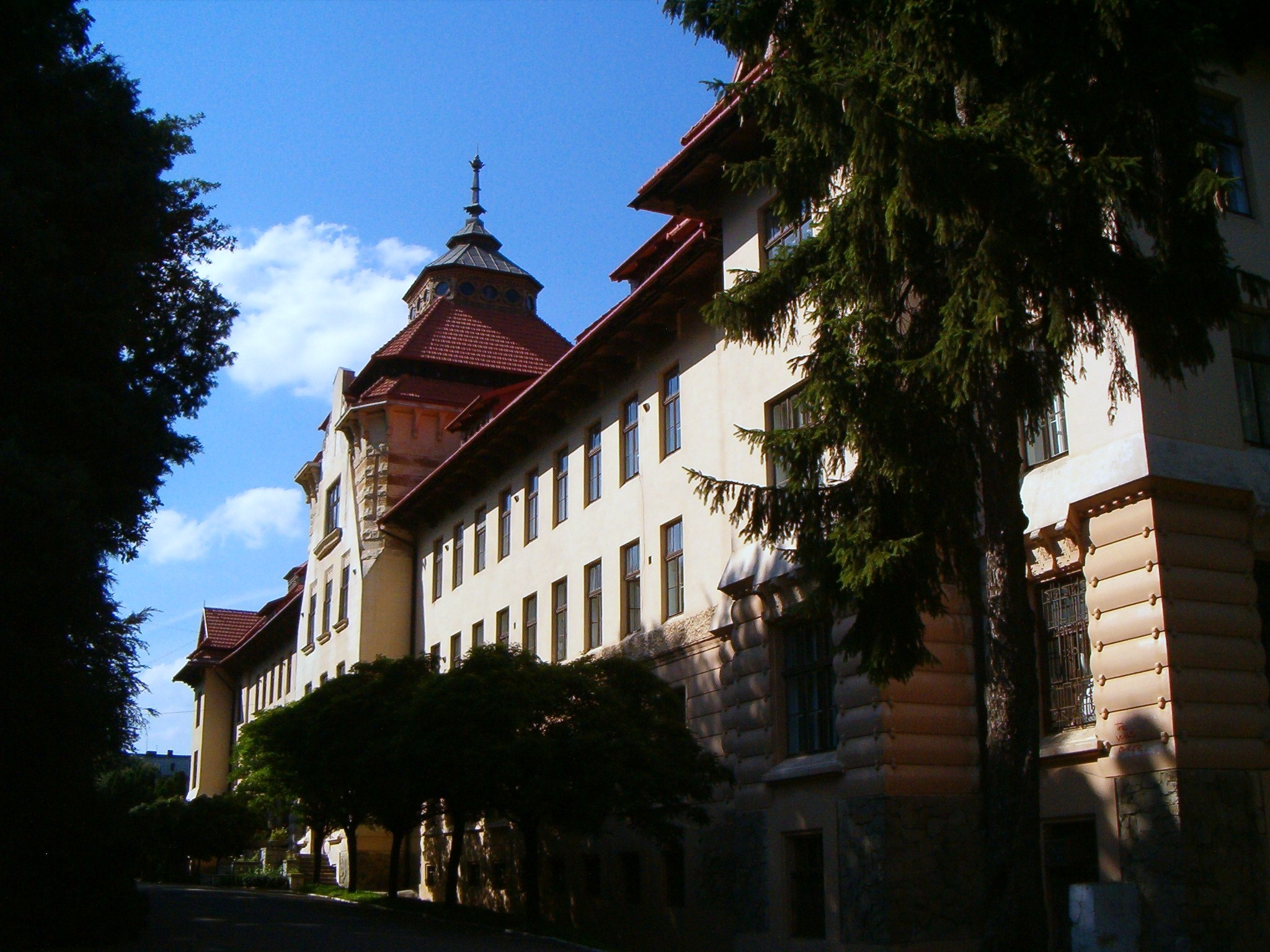
Адміністративний корпус Національного лісотехнічного університету України (вул. Чупринки, 105)
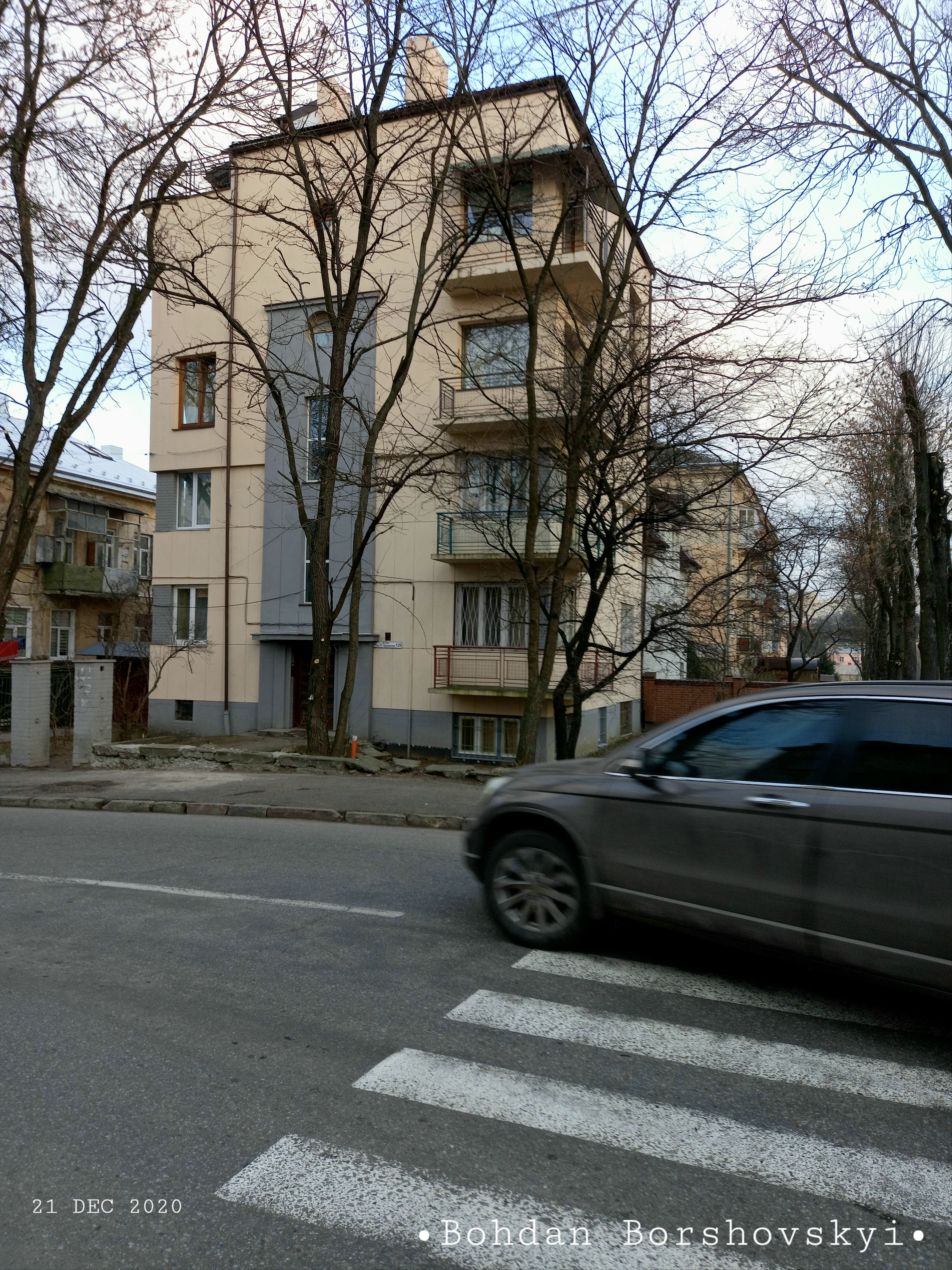
Неофункціональний будинок з цегляними вставками (вул. Чупринки, 129)

## Парки, ботанічні сади
При вулиці Генерала Чупринки, 103 розташований ботанічний сад Національного лісотехнічного університету України, створений у 1991 році.

## Пам'ятники, пам'ятні таблиці
2 лютого 2004 року на фасаді будинку на вул. Генерала Чупринки, 5 відкрито меморіальну таблицю на честь багатолітнього політв'язня Анатолія Лупиноса.
27 грудня 2015 року на розі вулиць Степана Бандери, Генерала Чупринки та Михайла Вербицького, відбулося урочисте відкриття пам'ятника видатному українському композитору, авторові музики до державного гімну України — Михайлу Вербицькому. Авторами пам'ятника є львівські скульптори Володимир і Андрій Сухорські.
Монумент має висоту 2,9 метра. Композиція складається з бронзової скульптури — постаті о. Михайла Вербицького та гранітної стели, на якій вирізьблені ноти мелодії Українського гімну. Замовником на проєктування, виготовлення та встановлення пам'ятника було Львівське регіональне суспільно-культурне товариство «Надсяння». Виготовлення та встановлення пам'ятника відбулося за доброчинні пожертви.
6 грудня 2021 року, на стіні факультету журналістики Львівського національного університету імені Івана Франка, що на вулиці Генерала Чупринки, 49 відкрили меморіальну таблицю загиблому Герою України Тарасу Матвіїву, який був студентом цього факультету.